# Elaeagia cuatrecasasii
Elaeagia cuatrecasasii är en måreväxtart som beskrevs av Julian Alfred Steyermark. Elaeagia cuatrecasasii ingår i släktet Elaeagia och familjen måreväxter. Inga underarter finns listade i Catalogue of Life.